# Energia solare

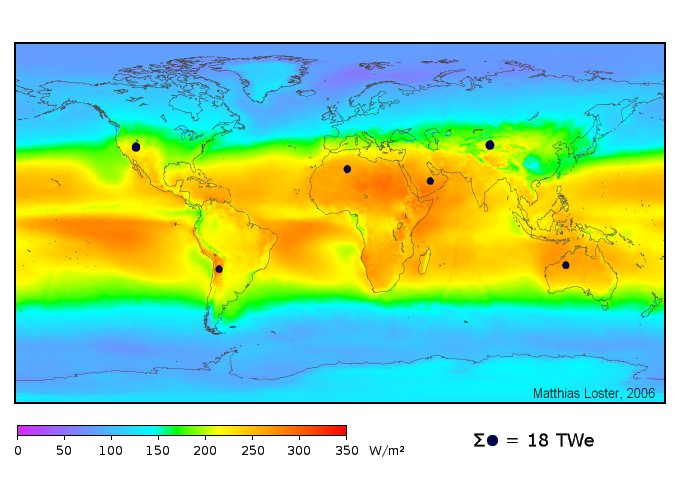
Risorse globali di energia solare. I colori sulla mappa indicano la irradianza media che ha raggiunto la Terra, in un periodo di tre anni dal 1991 al 1993 (24 ore al giorno, tenendo conto anche della copertura nuvolosa indicata dai satelliti meteorologici). La scala è nell'unità standard SI: watt al metro quadrato. L'area necessaria per fornire l'energia equivalente alla richiesta primaria di energia attuale è indicata dai dischetti scuri.

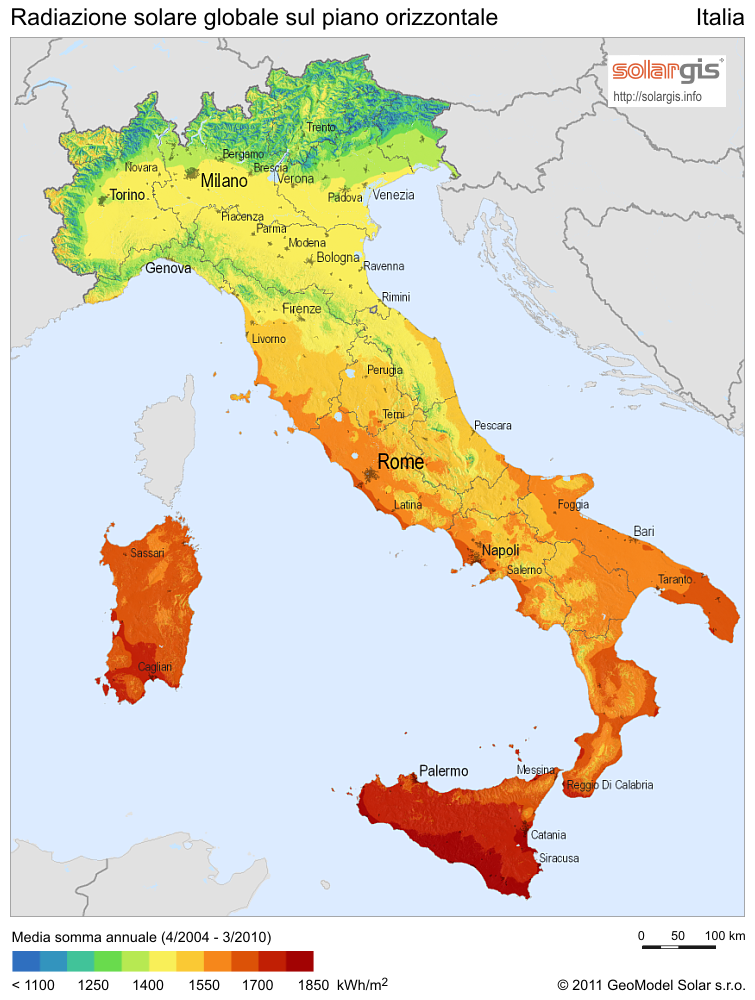
Insolazione in Italia: si può confrontare con l'eliofania.

L'energia solare è l'energia associata alla radiazione solare e rappresenta la principale fonte di energia per la vita sulla Terra. 
È la forma di energia normalmente utilizzata dagli organismi autotrofi, cioè quelli che eseguono la fotosintesi, comunemente indicati come "vegetali", e in maniera indiretta, anche da altri organismi viventi, che sfruttano invece l'energia chimica ricavata dagli stessi vegetali o da altri organismi che a loro volta si nutrono di vegetali.
Può essere utilizzata direttamente a scopo energetico per produrre calore o energia elettrica con varie tipologie di impianto. Sulla Terra il valore di tale energia (a livello locale o globale, giornaliera, mensile o annuale) si può calcolare come il prodotto tra l'insolazione media, l'eliofania nell'intervallo di tempo considerato e la superficie incidente considerata.
Da un punto di vista più generale, quasi tutte le fonti di energia utilizzate dall'uomo derivano in maniera indiretta dall'energia solare.  
Il ciclo dell'acqua per l'energia idroelettrica si basa sull'evaporazione dell'acqua generata dall'energia solare. I venti su cui si basa l'energia eolica sono generati da differenze di temperatura, dipendenti dalla radiazione solare. Anche l'energia che si può estrarre dalle biomasse e dai combustibili fossili deriva dall'energia proveniente dalla radiazione solare. Le uniche forme di energia che non derivano indirettamente dal sole sono l'energia geotermica, che deriva dall'energia interna del nucleo terrestre, e l'energia delle maree, derivante dal movimento della luna intorno alla terra. 
Il valore dell'irraggiamento solare si può ottenere utilizzando la legge di Stefan-Boltzmann per il corpo nero (a cui si può assimilare una stella):
{\displaystyle I=\sigma T^{4}\ }
dove
{\displaystyle \sigma =5{,}67\cdot 10^{-8}\mathrm {\ W/(m^{2}\cdot K^{4}} )}
e T è la temperatura assoluta (media) della superficie solare che è di circa 5780 K.
Il calcolo fornisce il valore di
{\displaystyle I=6{,}33\cdot 10^{7}\mathrm {\ W/m^{2}} }
per la potenza termica specifica emessa dal sole.
Quella che arriva sulla superficie della Terra è solo una minima parte di questa e si può ottenere utilizzando la legge dell'irradiazione sferica cioè moltiplicando il precedente valore per il rapporto al quadrato tra il raggio solare medio che è di circa
{\displaystyle 6{,}95\cdot 10^{8}\mathrm {\ m} }
e la distanza media Sole-Terra che è di circa
{\displaystyle 1{,}49\cdot 10^{11}\mathrm {\ m} }

## Descrizione
Dal punto di vista energetico si tratta di un'energia alternativa ai classici combustibili fossili, rinnovabile e, prescindendo dalle tecnologie di captazione e di conversione utilizzate, pulita (energia verde) nonché una delle energie a sostegno della ipotizzata economia verde nella società moderna. Può essere opportunamente sfruttata attraverso diverse tecnologie e a diversi fini, anche se nelle versioni tecnologiche che non prevedono l'accumulo integrato, lo sfruttamento soffre di variabilità e intermittenza di produzione ovvero non piena programmabilità (dispacciabilità) a causa dei cicli giorno-notte e alla copertura nuvolosa.
Mediamente il Sole irradia alle soglie dell'atmosfera terrestre 1367 W/m², nota come costante solare e distribuita secondo lo spettro solare.
Tenendo conto che la Terra è approssimabile ad una sfera di raggio medio di 6371 km, ne viene che essa intercetta una sezione di oltre 127,5 milioni di km² della emissione solare, il cui prodotto per la costante solare corrisponde ad una potenza intercettata di 174300 TW. A seconda della stagione, per l'eccentricità dell'orbita terrestre, questa potenza intercettata varia tra 168500 TW e 180000 TW. Di questa valore, circa il 30% viene riflessa indietro o intercettata dall'atmosfera ed una parte finisce sugli oceani; ma la potenza restante potenzialmente catturabile sulla terraferma resta enorme, dell'ordine di svariate decine di migliaia TW di potenza (per poter fare un paragone, si tenga presente che la potenza media di una grande centrale elettrica si aggira attorno ad 1 GW, ove un TW vale mille di queste centrali).
L'irraggiamento solare medio o insolazione è, alle latitudini europee, come media annuale, corrispondente ad una energia tra 3 kWh al giorno a nord, a 5 kWh al giorno a sud. Se immaginiamo una fonte equivalente come quantità totale, ma a costante potenza, dividendo i valori per il numero di ore al giorno, otteniamo tra i 125 W/m² ed i 210 W/m². Ovviamente questa misura serve solo per un calcolo di massima della potenzialità di una superficie di un territorio, ma la fonte reale è intermittente con picchi ciclici diurni che variano stagionalmente.
La quantità di energia solare che arriva sul suolo terrestre è quindi molto elevata, circa diecimila volte superiore a tutta l'energia usata dall'umanità nel suo complesso, ma poco concentrata, nel senso che è necessario raccogliere energia da aree molto vaste per averne quantità significative, e piuttosto difficile da convertire in energia facilmente sfruttabile con efficienze accettabili. Lo sviluppo di tecnologie che possano rendere economico l'uso dell'energia solare è un settore della ricerca molto attivo ma che, per il momento, non ha avuto ancora risultati rivoluzionari.

## Storia
Fin dall'antichità il sole viene riconosciuto come la fonte della vita e venerato come divinità. Uno dei primi a sfruttare la sua energia fu Leonardo da Vinci che, già nel XVI secolo, disegnò uno specchio parabolico in grado di asciugare le stoffe; ma fu solo nel 1800 che l’energia solare venne usata per produrre elettricità. Il fisico Antoine César Becquerel, infatti, scoprì nel 1839 l’effetto fotoelettrico: la proprietà del platino di produrre energia elettrica se colpito dai raggi solari, che è alla base della tecnologia delle celle fotovoltaiche. Circa 30 anni dopo Willoughby Smith scoprì che il selenio esposto alla luce solare diventa più conduttivo elettricamente e fu Charles Fritts a sfruttare questa proprietà per creare le prime celle in selenio, che però erano in grado di trasformare in elettricità solo l’1% dell’energia solare. Verso la metà del 900 Chapin, Filler e Pearson svilupparono un nuovo prototipo di cella solare fotovoltaica a base di silicio, più funzionale di quella di Fritts, che divenne la fornitrice di energia dei satelliti dei progetti spaziali e successivamente entrò in commercio.

## Tecnologie
L'energia solare può essere utilizzata per generare elettricità (fotovoltaico) o per generare calore (solare termico). 
Sono tre le tecnologie principali per trasformare in energia sfruttabile l'energia del sole: 
- il pannello solare termico sfrutta i raggi solari per scaldare un liquido con speciali caratteristiche
- il pannello fotovoltaico sfrutta le proprietà di particolari elementi semiconduttori per produrre energia elettrica quando sollecitati dalla luce.
- il pannello solare a concentrazione sfrutta una serie di specchi parabolici a struttura lineare per convogliare i raggi solari su un tubo ricevitore in cui scorre un fluido termovettore o una serie di specchi piani

### Pannello solare termico

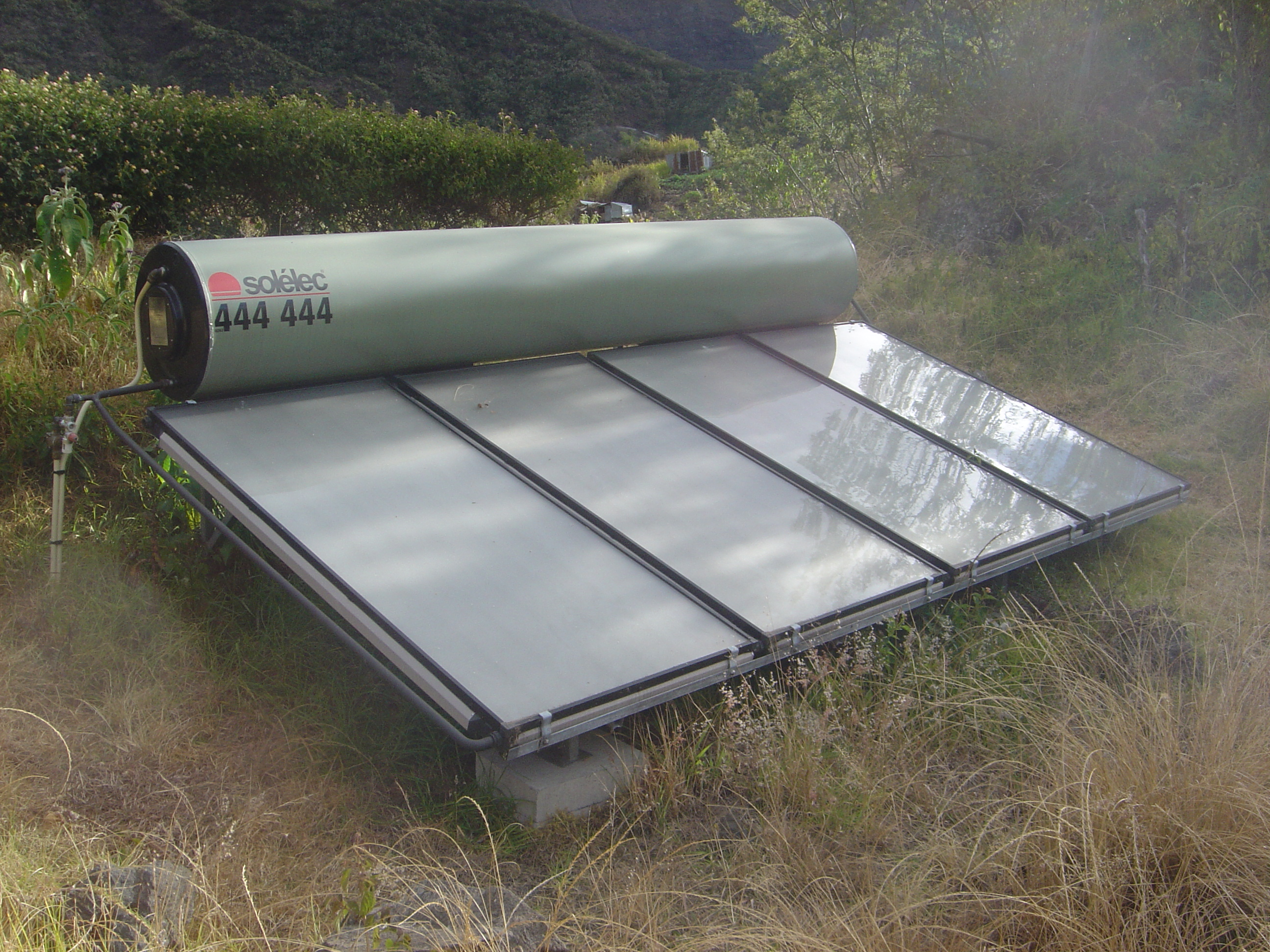
Pannello solare termico

I collettori termici possono essere a circolazione naturale o a circolazione forzata; i primi utilizzano del liquido contenuto nei pannelli per consentirne la circolazione all'interno del sistema pannello di calore. In questo caso il serbatoio di accumulo che contiene lo scambiatore di calore deve trovarsi più in alto del pannello.
I sistemi a circolazione forzata invece utilizzano una pompa che fa circolare il fluido all'interno di scambiatore e pannello quando la temperatura del fluido all'interno del pannello è più alta di quella all'interno del serbatoio di accumulo, che, in questo caso, si trova più in basso dei pannelli. Sistemi di questo tipo sono più complessi dal punto di vista dei controlli e delle apparecchiature impiegate (pompe, sensori di temperatura, valvole a tre vie, centraline di controllo), ma consentono di posizionare il serbatoio di accumulo, anche di grandi dimensioni, praticamente dove si vuole, ad esempio a terra e non sul tetto dove problemi di peso ne renderebbero difficile la collocazione.

### Modulo fotovoltaico

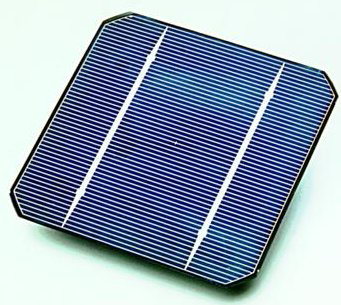
Modulo fotovoltaico cristallino

I moduli solari fotovoltaici, usando apposite celle fotovoltaiche, convertono la luce solare direttamente in energia elettrica. Questi moduli sfruttano l'effetto fotoelettrico e hanno una efficienza di conversione che arriva fino al 32,5% nelle celle da laboratorio. In pratica, una volta ottenuti i pannelli dalle celle e una volta montati in sede, l'efficienza è in genere del 13-15% per pannelli in silicio cristallino e non raggiunge il 12% per pannelli in film sottile. I prodotti commerciali più efficienti, utilizzando celle a multipla giunzione o tecniche di posizionamento dei contatti elettrici sul retro della cella (backcontact) raggiungono il 19-20%. Questi pannelli, non avendo parti mobili o altro, necessitano di pochissima manutenzione: in sostanza vanno solo puliti periodicamente. La durata operativa stimata dei moduli fotovoltaici è di circa 30 anni. Il costo dei pannelli è diminuito moltissimo negli ultimi anni e al 2015 esso risulta inferiore a 1 euro/Wp.
Un ovvio problema di questo genere di impianto è che l'energia viene prodotta solo durante le ore di luce e quindi non in modo continuo. Va rilevato che tuttavia la produzione da solare è maggiore proprio nei momenti di maggior richiesta, cioè durante il giorno e nelle stagioni calde, durante le quali può sopperire all'aumento di consumi dovuto agli impianti di ventilazione e condizionamento. Eccessi produttivi rispetto alla domanda locale possono essere distribuiti tramite la rete anche a zone molto remote, utilizzati per pompare acqua in serbatoi montani (accumulo gravitazionale), per caricare accumulatori, per produrre idrogeno tramite elettrolisi dell'acqua ecc.
Grazie a una legislazione che ha previsto incentivi economici all'installazione di impianti fotovoltaici e la possibilità di vendere l'energia prodotta al gestore della rete di trasmissione, l'Italia è al primo posto al mondo per la potenza elettrica prodotta da energia fotovoltaica: tale quantità rappresenta l'8,0% della produzione energetica italiana.  Per quanto riguarda l'Italia, dal rapporto statistico GSE per l'anno 2019, risulta una produzione lorda di energia solare fotovoltaica pari a 2,036 Mtep, coprendo con l'1,69% il consumo totale di energia (120,3 Mtep in progressivo calo da diversi anni) e questo nonostante la potenza efficiente lorda fotovoltaica installata abbia raggiunto un valore pari a 20865 MW (Energia da fonti rinnovabili - Rapporto statistico 2019).Il secondo paese al mondo risulta la Grecia (7,4%) seguita dalla Germania (7,1%). L'International Energy Agency calcola ogni anno i dati mondiali aggregati sulla produzione mondiale di energia fotovoltaica.
Analoghe iniziative, comunemente note come Conto Energia o Feed-in tariff, sono state intraprese da diversi stati europei ratificanti il Protocollo di Kyoto, tra cui anche l'Italia, mediante il Decreto Interministeriale 28/07/2005 pubblicato sulla Gazzetta Ufficiale n. 181 del 05/08/2005 e successivi aggiornamenti, comunemente noto come Decreto Conto Energia. Grazie a questa legislazione l'Italia in pochi anni ha superato i 17.000 MWp allacciati in rete, un valore di poco inferiore a quello degli Usa.

### Pannello solare a concentrazione

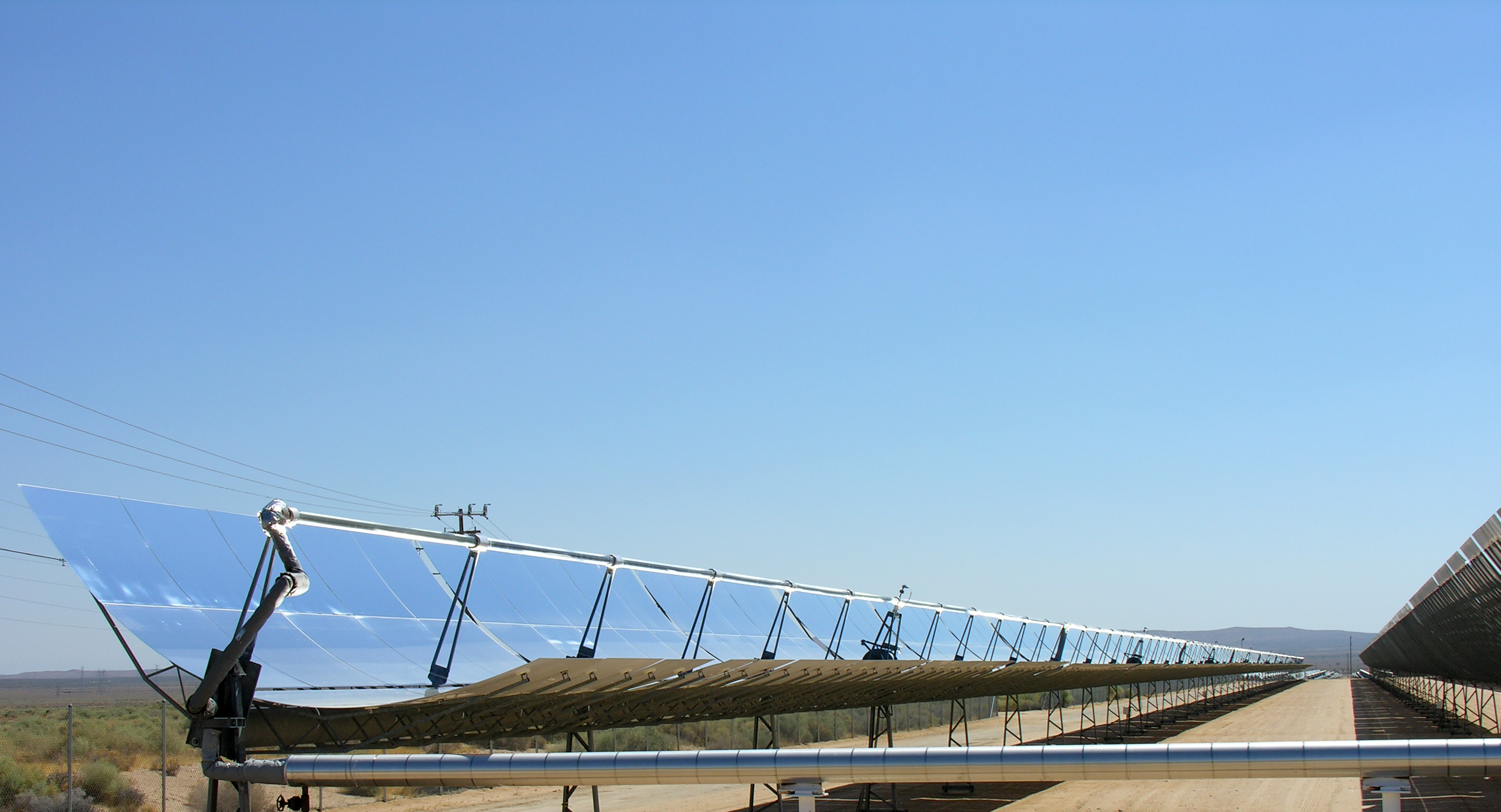
Gli specchi concentrano la luce sul tubo centrale termovettore

Il pannello solare a concentrazione concentra i raggi solari su un opportuno ricevitore; attualmente il tipo più usato è quello a specchi parabolici a struttura lineare che consente un orientamento monodimensionale, più economico, verso il sole, e l'utilizzo di un tubo ricevitore in cui è fatto scorrere un fluido termovettore per il successivo accumulo di energia in appositi serbatoi. Il vettore classico è costituito da oli minerali in grado di sopportare alte temperature.
Nel 2001 l'ENEA ha avviato lo sviluppo del progetto Archimede, volto all'utilizzo di sali fusi anche negli impianti a specchi parabolici a struttura lineare. Essendo necessaria una temperatura molto più alta di quella consentita dagli oli, si è provveduto a progettare e realizzare tubi ricevitori in grado di sopportare temperature maggiori di 600 °C (contro quelle di 400 °C massimi dei tubi in commercio), ricoperti di un doppio strato CERMET (ceramica/metallo) depositato con procedimento di sputtering sughetto. A tutt'oggi l'impianto termodinamico solare (progetto Archimede) è fuori uso e lo stesso progetto è stato abbandonato per scarsa produzione e problemi tecnici vari.
I sali fusi vengono accumulati in un grande serbatoio coibentato alla temperatura di 550 °C. A tale temperatura è possibile immagazzinare energia per 1 kWh equivalente con appena 5 litri di sali fusi. Da tale serbatoio, i sali (un comune fertilizzante per agricoltura costituito da un 60% di nitrato di sodio (NaNO3) e un 40% di nitrato di potassio (KNO3)) vengono estratti e utilizzati per produrre vapore surriscaldato. I sali utilizzati vengono accumulati in un secondo serbatoio a temperatura più bassa (290 °C). Ciò consente la generazione di vapore in modo svincolato dalla captazione dell'energia solare (di notte o con scarsa insolazione). L'impianto, lavorando a una temperatura di regime di 550 °C, consente la produzione di vapore alla stessa temperatura e pressione di quello utilizzato nelle centrali elettriche a coproduzione (turbina a gas e riutilizzo dei gas di scarico per produrre vapore), consentendo consistenti riduzioni di costi e sinergie con le stesse. Attualmente è stato realizzato un impianto con tali caratteristiche in Spagna e un impianto dimostrativo, su scala industriale, presso la centrale termoelettrica Enel ubicata a Priolo Gargallo (Siracusa).

### Torre solare

Schema di una torre solare

La torre solare è un impianto che sfrutta insieme l'energia solare ed eolica. Dispone alla base di un collettore, che, come una serra, accumula il calore fornito dai raggi del Sole. Questo collettore, però, è collegato ad una torre in cui, con la differenza di temperatura tra la base e la sommità, si viene a creare una corrente di aria calda che tende a salire, sfruttata per far muovere delle turbine e produrre elettricità.

## Utilizzi

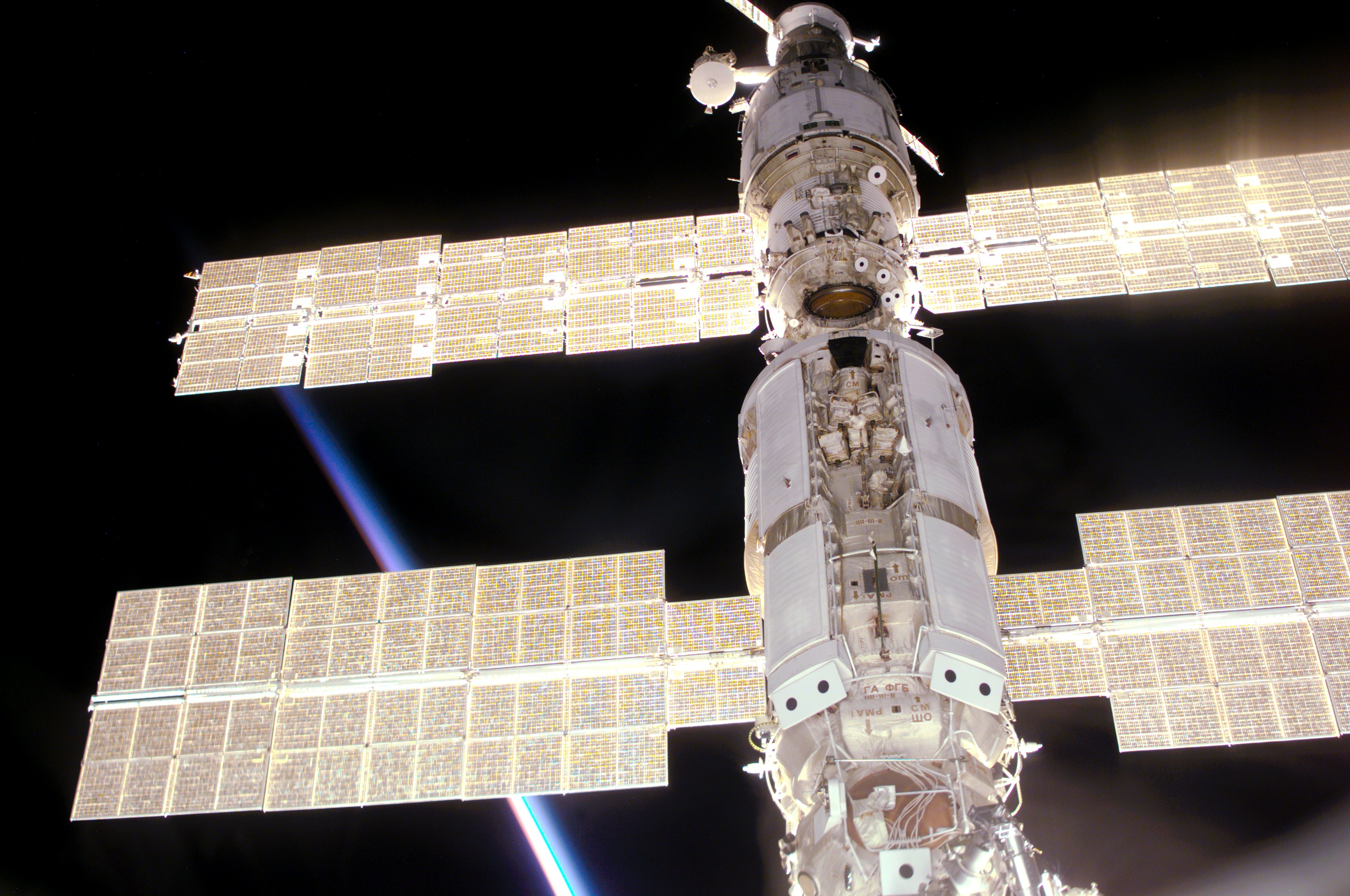
Pannelli solari della Stazione spaziale internazionale

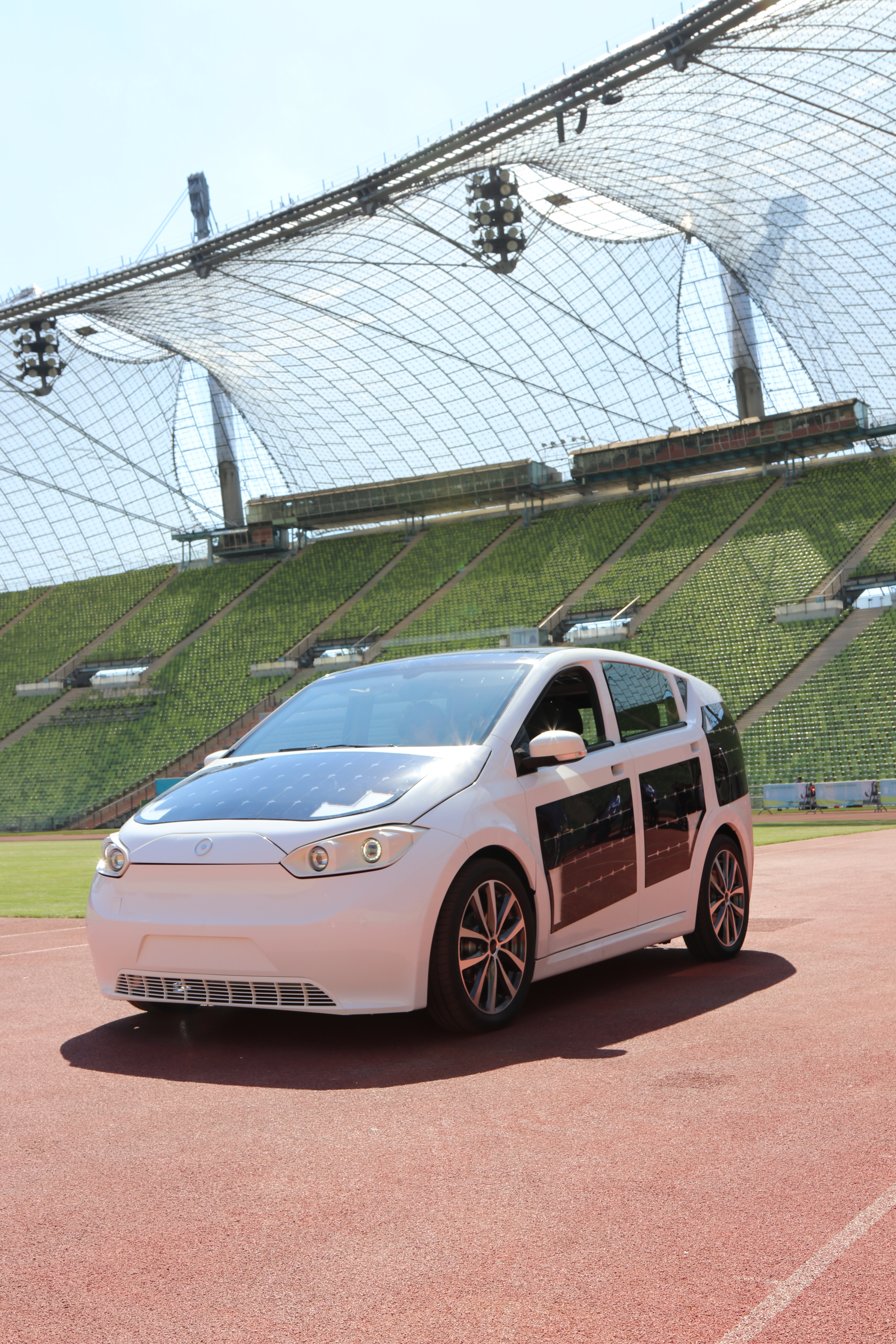
Sion (veicolo elettrico)

Attualmente i pannelli solari vengono utilizzati per fornire acqua calda (solare termico) e riscaldamento ad abitazioni e piccoli complessi edilizi. Sono state realizzate centrali solari che, utilizzando turbine, convertono il calore immagazzinato in energia elettrica (solare termodinamico) ma questi prototipi non hanno trovato larga applicazione per la bassa resa di queste centrali rapportate con gli alti costi di gestione e con la discontinuità della fornitura elettrica.
I pannelli fotovoltaici vengono utilizzati in impianti isolati per alimentare dispositivi distanti dalle reti elettriche (sonde spaziali, ripetitori telefonici in alta montagna, ecc) o con richieste energetiche talmente ridotte che un allacciamento alla rete elettrica risulterebbe antieconomico (segnaletica stradale luminosa, parchimetri, ecc) e sconveniente dal punto di vista organizzativo. Ovviamente questi dispositivi devono essere dotati di accumulatori in grado di accumulare la corrente elettrica prodotta in eccesso durante la giornata per alimentare le apparecchiature durante le ore notturne e durante i periodi nuvolosi.
Vengono utilizzati anche in grandi impianti connessi in rete, sebbene la quantità d'energia erogata risulti variabile sia in ambito giornaliero che stagionale e quindi difficilmente prevedibile nonché non programmabile; tale discontinuità rende difficile soddisfare in ogni momento la domanda di corrente, a meno di una produzione con un largo margine di sicurezza al di sopra dei picchi annuali di domanda. Tuttavia, essendo però il picco di produzione degli impianti ad energia solare in estate esso riesce a controbilanciare la maggiore domanda domestica dovuta ai condizionatori.
L'installazione di pannelli fotovoltaici ha avuto il suo massimo sviluppo in Germania, grazie ad una legislazione favorevole per la quale chi produce energia in eccesso la rivende al fornitore elettrico, che l'acquista allo stesso prezzo per kWh. In pratica il cittadino paga in bolletta la differenza fra quanto consuma e quanto eroga all'ente elettrico. Se il saldo è positivo ottiene un accredito. Analoga legislazione è stata introdotta anche in Italia: il 19 settembre 2005 è entrato in vigore il cosiddetto "conto energia", DL 387/2003 (che recepisce la direttiva europea 2001/77/CE), giunto nel 2012 alla sua quinta riedizione.
Nel 2011 il solare ha fornito il 3,2% dell'energia elettrica prodotta in Italia (il 3% circa in Germania) e pertanto tale è da considerarsi non più trascurabile.
Questo valore è salito all'8,0% nel 2013.
L'8 aprile 2010 è decollato in Svizzera il Solar-Impulse HB-SIA, il primo aereo ad energia solare.
Il tetto, il cofano e gran parte della carrozzeria del Sion sono coperti di celle in silicio monocristallino ad alta efficienza (soprattutto efficienti in condizioni di luce diffusa, dovrebbero comunque raggiungere il 100% della loro capacità potenziale con angoli di incidenza della luce fino a 70°), protette da uno strato di policarbonato.
Nel 2017 Regione Emilia Romagna tramite fondi Europei POR FESR ha finanziato un progetto che ha portato alla costruzione di un veicolo a propulsione elettrica, Emilia 4, prodotto da Onda Solare, che è riuscito a compiere più di 2780 Km, vincendo l'American Solar Challenge 2018, avvalendosi esclusivamente di energia fotovoltaica catturata da un pannello da 1,1 kW.

## Critiche
Energia fotovoltaica - Una delle questioni che riguardano un possibile utilizzo su vasta scala dell'energia fotovoltaica è relativa alla produzione di grandi quantità di moduli fotovoltaici, che comporterebbe la necessità di reperire quantità rilevanti di materie prime minerali per effetto della ridotta densità energetica di tale tecnologia e il dover lavorare, in fase di fabbricazione, anche grossi quantitativi di sostanze tossiche.
Le principali critiche all'utilizzo di energia solare sono imputabili ai costi, all'efficienza e alla caratteristica intrinseca di intermittenza o non programmabilità di tale fonte energetica rispetto alle fonti energetiche convenzionali in quanto risente direttamente della copertura nuvolosa e della completa assenza durante la notte. Inoltre, per produrre i pannelli fotovoltaici occorre una grande quantità di energia, generata utilizzando spesso fonti non rinnovabili come il carbone, ed è stato calcolato che il settore del fotovoltaico inizierà a produrre più energia di quella consumata solo a partire dal 2015.
I sostenitori dell'energia solare sostengono invece un ridimensionamento dei costi ed un aumento dell'efficienza nel futuro prossimo in virtù delle economie di scala e del miglioramento tecnologico dei futuri sistemi solari. Riguardo l'assenza di tale fonte energetica durante la notte fanno altresì notare che il picco massimo di consumo elettrico si raggiunge in realtà durante il giorno, cioè proprio durante il massimo di produzione di energia da solare, in virtù dell'utilizzo di energia elettrica da parte dei processi produttivi industriali e quindi il problema sarebbe meno gravoso e risolvibile tramite ricorso alla tecnologia del solare termodinamico e/o all'integrazione delle fonti energetiche rinnovabili.

## Progetti futuri

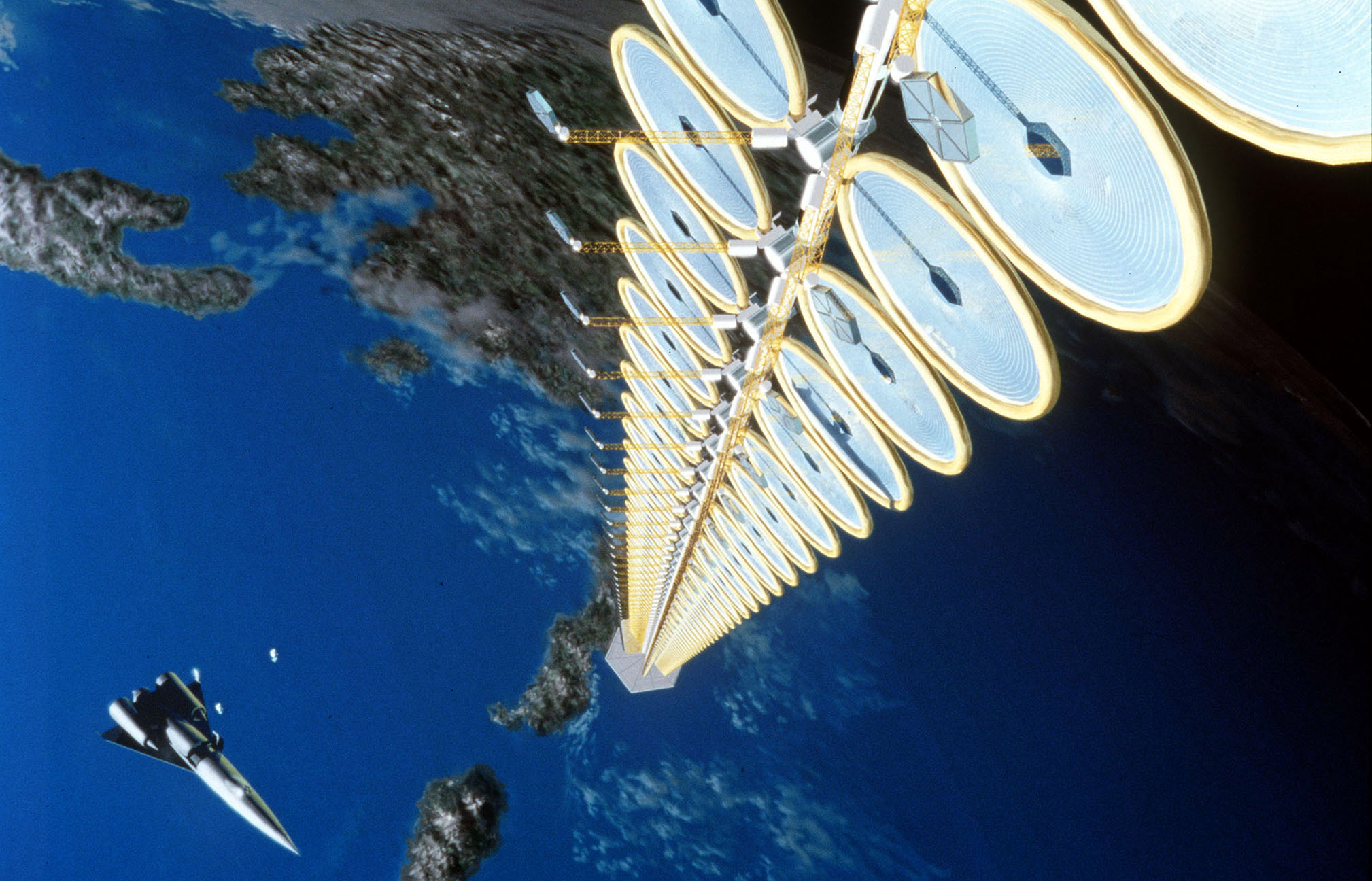
Rappresentazione ipotetica di una centrale solare orbitale

Attualmente la maggior parte degli studi si concentra su nuove generazioni di celle fotovoltaiche dotate di una maggior efficienza di quelle attuali o su celle fotovoltaiche dotate di un'efficienza simile a quella delle celle attuali ma molto più economiche. 
Studi più ambiziosi puntano alla realizzazione di centrali solari orbitanti. Queste centrali dovrebbero raccogliere i raggi solari direttamente nello spazio e trasmettere la potenza assorbita sulla Terra per mezzo di microonde o raggi laser.
Sono in fase di sperimentazione prototipi di sistemi di cogenerazione fotovoltaica in cui si realizza la produzione simultanea di energia elettrica e termica.

### Tessuti
Negli anni sono stati sviluppati tessuti (ad esempio per creare vestiti e tappeti) che possono generare energia solare.

## Dati sull'energia solare nel mondo
Anno 2018: dai dati statistici di TERNA risulta una produzione di energia elettrica fotovoltaica pari a 589,196 TWh su un totale di energia elettrica prodotta pari a 26617,3 TWh (contributo del 2,21% sul consumo di energia elettrica a livello mondiale) con una potenza installata pari a 462,462 GW.

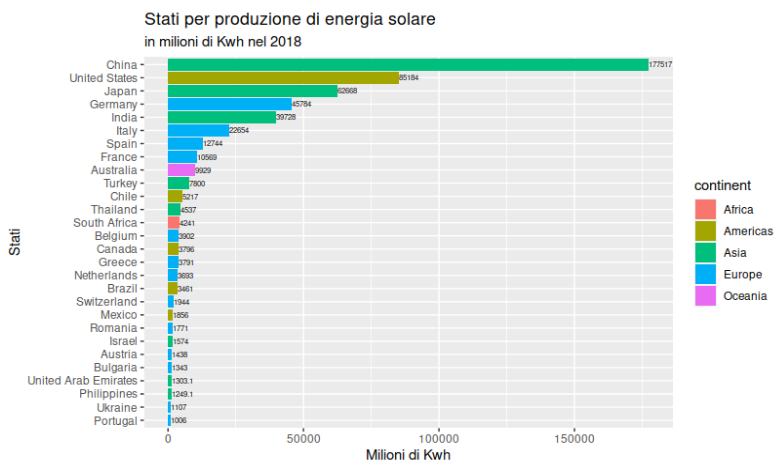
Fonte:http://data.un.org/Data.aspx?d=EDATA&f=cmID%3aES

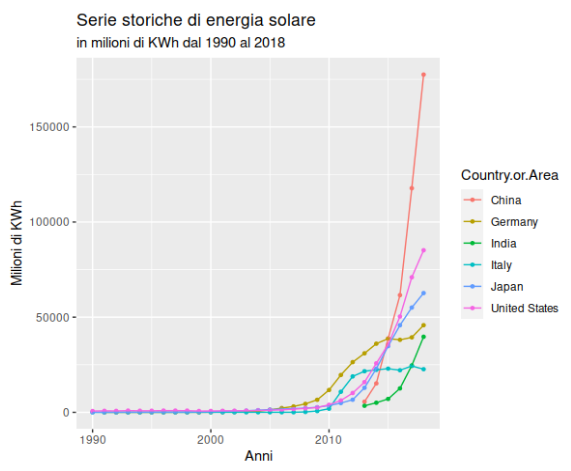
Fonte:http://data.un.org/Data.aspx?d=EDATA&f=cmID%3aES

| #  | Nazione             | 2021    |
| -- | ------------------- | ------- |
| 1  | Cina                | 306.973 |
| 2  | Stati Uniti         | 95.209  |
| 3  | Giappone            | 74.191  |
| 4  | Germania            | 58.461  |
| 5  | India               | 49.684  |
| 6  | Italia              | 22.698  |
| 7  | Australia           | 19.076  |
| 8  | Corea del Sud       | 18.161  |
| 9  | Vietnam             | 16.660  |
| 10 | Spagna              | 15.952  |
| 11 | Francia             | 14.718  |
| 12 | Paesi Bassi         | 14.249  |
| 13 | Regno Unito         | 13.689  |
| 14 | Brasile             | 13.055  |
| 15 | Ucraina             | 8.062   |
| 16 | Turchia             | 7.817   |
| 17 | Taiwan              | 7.700   |
| 18 | Messico             | 7.040   |
| 19 | Belgio              | 6.585   |
| 20 | Polonia             | 6.257   |
| 21 | Sudafrica           | 6.221   |
| 22 | Cile                | 4.468   |
| 23 | Canada              | 3.630   |
| 24 | Grecia              | 3.530   |
| 25 | Svizzera            | 3.449   |
| 26 | Thailandia          | 3.049   |
| 27 | Emirati Arabi Uniti | 2.705   |
| 28 | Austria             | 2.692   |
| 29 | Israele             | 2.555   |
| 30 | Ungheria            | 2.131   |